# 旅への誘い (デュパルク)

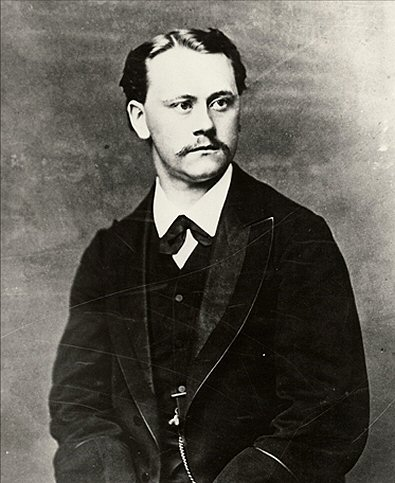
アンリ・デュパルク

『旅への誘い』（たびへのいざない、フランス語: L’Invitation au voyage）、アンリ・デュパルクが1870年に作曲した歌曲（ハ短調）で、シャルル・ボードレールの詩集『悪の華』（1857年刊行）の中の一編である同名の詩『旅への誘い』に作曲された。アンリ・デュパルク夫人に献呈されている。なお、管弦楽伴奏版も作られている。初演は1874年12月とされる。

## 概要
ボードレールがオランダを仮想して、精神と官能の充足せる理想の地への、現実にはあり得ざる旅を、こよなく美しい感動を込めて歌った傑作にデュパルクはさらに劇的な要素を加えて、緊密な音の詩を作り上げた。この劇的な緊張感は小節から小節へほとんど半音階で移行するピアノや声が例外的な2つの音（ヘ音とオクターヴ上の変イ音）を除くとすべてト音のオクターヴ内に収められていることに由来しているが、原詩の第2節を省いたのも、この張り詰めた効果を崩さぬための優れた配慮と見られる。
『ラルース世界音楽事典』によれば「この詩人と作曲家は共に、生きることを苦悩する感情とよりよい未知の国へと旅立つ願望を抱いている。その詩的真髄は、この2つの詩節にルフランとして用いられている。〈ああ、かしこ、かの国にては、もの皆は、秩序と美、豪奢、静けさ、はた快楽〉（堀口大学訳）という言葉に含まれている。声のパートは、静謐な荘厳さを持つ旋律的な朗唱であり、伴奏部の断続的な和音、次いでアルペッジョの楽句にのせられている」。

## 楽曲

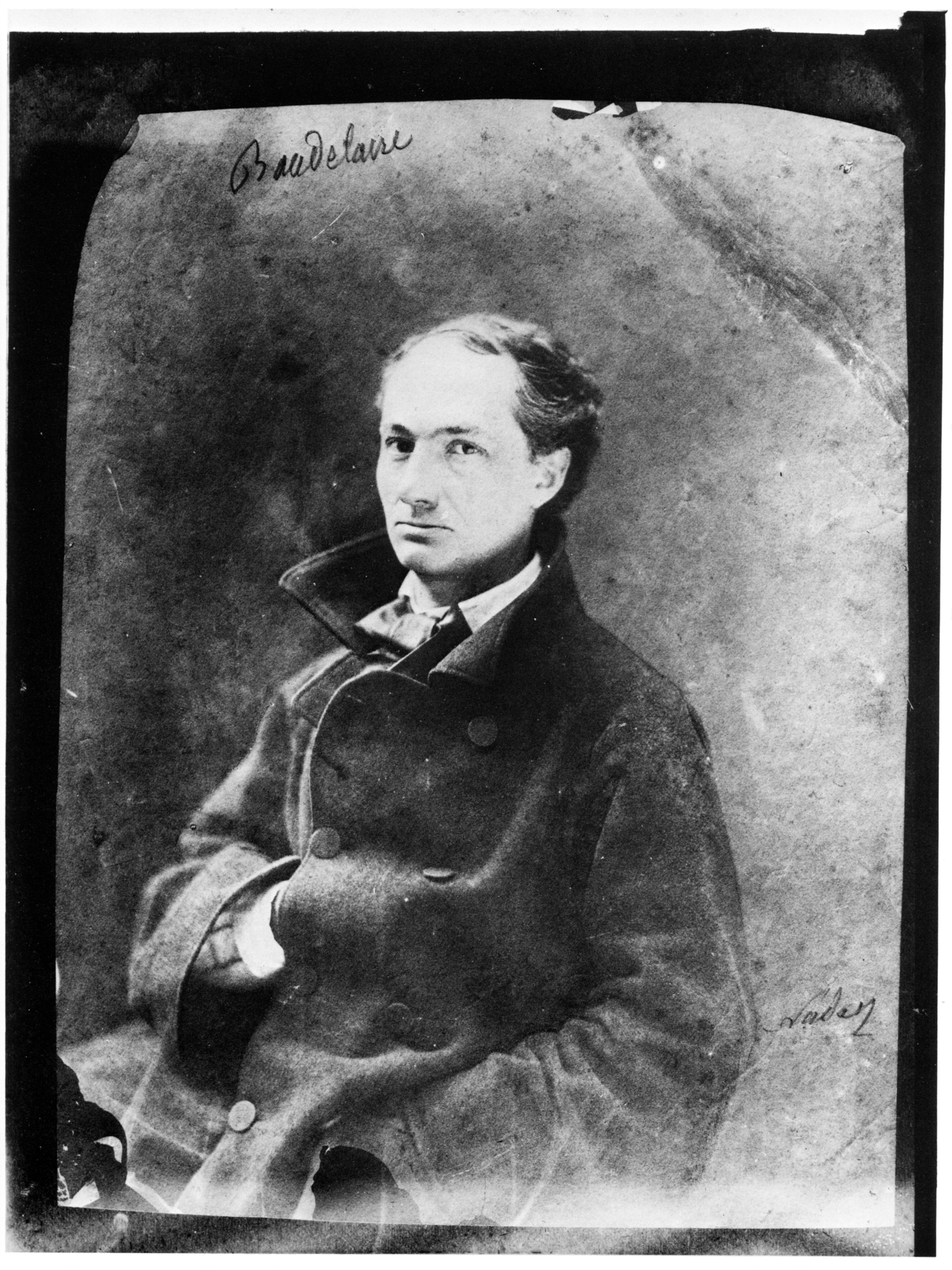
ボードレール

ボードレールの『旅への誘い』にはエマニュエル・シャブリエなど他の作曲家も曲を付けているが、デュパルクは作品の完成度で群を抜いている。デュパルクはボードレールの原詩の第3及び第4節をすべて削除しているが、恐らく彼は原詩をすべて歌曲に作曲したのでは冗長に過ぎると考えたものと思われる。このような大胆な措置は時に原詩のニュアンスを犠牲にしてしまうこともあるが、デュパルクの場合は曲の展開がそれを見事にカバーしている。－中略－デュパルクにはライトモティーフの使い方などでワーグナーの影響も感じられるが、彼の音楽はそれに留まらず、ボードレールの焦がれるような憂愁、憧憬、圧倒的な表現力の力強さにしっかりと応えている。デュパルクはボードレールと基本的な資質の多くを共有していたと言えよう。
本作では空虚5度上の静かでしかも執拗な揺れ動きがリフレインの完全な静けさと対比をなし、その揺れ動きは最後の節（長調）において最初の節（短調）のエコーと対比されて再現される。

## 歌詞 (訳)
わが子、わが妹よ、かの地に行きともに住まう楽しさを想ってもごらん。
君に似たその国で、心おもむくままに愛し、愛して死ぬのだよ！
もやがかかったその空にかかるぬれた太陽は、ぼくの心には、涙ごしに光って、われ知らずに心のうちを明かしてしまう君の両の瞳の、あの不思議な魅力を宿している。
（リフレイン）

かの地にあるものは、ただ秩序と美と、豪華さと静寂、そして快楽ばかり。
ご覧、さすらいの思いを胸に運河に眠る小舟たちを。
あれらの船が世界の果てから集まって来るのは、君の最もささやかな願いを満たすためなのだ。
夕日は、野原を運河を、町全体を、ヒヤシンス色また金色に浸して、世界は熱い光に包まれて、まどろんでいる。

（リフレイン）

## 演奏時間
4分から5分弱。